# Campeonato de Tercera División 1904 (Argentina)
El Campeonato de Tercera División 1904 fue la quinta edición de este campeonato de la Tercera categoría del fútbol argentino. Fue organizado por la Argentine Association Football League, y disputado en su mayoría por formaciones alternativas y juveniles de equipos que competían en divisiones superiores.
Se consagró campeón el cuarto equipo de Estudiantes, tras vencer por 4 a 2 al tercer equipo de Alumni.

## Incorporaciones
| Incorporados a la Segunda División 1904 |
| --------------------------------------- |
| Estudiantes II                          |
| Lomas Juniors                           |
| San Martín Ath.                         |

| Incorporados de la Segunda División 1903 |
| ---------------------------------------- |
| No hubo                                  |

| Afiliados                      |
| ------------------------------ |
| Almagro Ath.                   |
| Alumni III                     |
| Argentino de Quilmes II        |
| Barracas IV                    |
| Belgrano de Ejercicios Físicos |
| Catedral al Norte              |
| Estudiantes IV                 |
| Estudiantil Porteño            |
| Flores Ath.                    |
| General Urquiza                |
| Instituto Americano II         |
| Lomas Juniors II               |
| Maldonado II                   |
| San Martín Ath. II             |
| San Isidro II                  |
| San Isidro III                 |

| Desafiliados     |
| ---------------- |
| America          |
| Belgrano Juniors |
| Buenos Aires FC  |
| Plate United     |
| Tigre Ath.       |

El número de participantes aumentó a 21.

## Equipos
| Equipo                         | Ciudad          |
| ------------------------------ | --------------- |
| Almagro                        | Buenos Aires    |
| Alumni III                     | Buenos Aires    |
| Argentino de Quilmes II        | Quilmes         |
| Barracas III                   | Buenos Aires    |
| Barracas IV                    | Buenos Aires    |
| Belgrano de Ejercicios Físicos | Buenos Aires    |
| Catedral al Norte              | Buenos Aires    |
| Estudiantes III                | Buenos Aires    |
| Estudiantes IV                 | Buenos Aires    |
| Estudiantil Porteño            | Buenos Aires    |
| Flores                         | Buenos Aires    |
| General Urquiza                | Buenos Aires    |
| Instituto Americano            | Adrogué         |
| Instituto Americano II         | Adrogué         |
| Lomas Juniors II               | Lomas de Zamora |
| Maldonado                      | Buenos Aires    |
| Maldonado II                   | Buenos Aires    |
| San Martín II                  | San Martin      |
| San Isidro II                  | San Isidro      |
| San Isidro III                 | San Isidro      |
| Villa Ballester                | Villa Ballester |

## Sistema de disputa
Los participantes fueron divididos en tres zonas de siete equipos cada una, donde se enfrentaron bajo el sistema de todos contra todos a dos ruedas. Los mejores de cada zona avanzaron a la fase final.
Fase final
Los clasificados se enfrentaron a eliminación directa, a único partido en campo de juego neutral. El ganador se consagró campeón.

## Fase de zonas

### Zona 1

#### Tabla de posiciones
| Pos | Equipo                  | Pts | PJ | G | E | P | GF | GC |
| --- | ----------------------- | --- | -- | - | - | - | -- | -- |
| 1º  | Instituto Americano     | ?   | 12 |   |   | 1 | 1  | 5  |
| 2º  | Maldonado               | ?   | 12 | 2 |   | 1 | 12 | 3  |
| 3º  | Estudiantil Porteño     | ?   | 12 | 4 |   |   | 15 | 3  |
| 4º  | Flores Ath.             | ?   | 12 | 1 |   | 2 | 4  | 9  |
| 5º  | Argentino de Quilmes II | ?   | 12 | 2 |   | 1 | 12 | 3  |
| 6º  | Maldonado II            | ?   | 12 |   | 1 | 2 | 1  | 9  |
| 7º  | Instituto Americano II  | ?   | 12 |   |   | 3 | 1  | 11 |

|  | Clasificado a la fase final. |

#### Resultados
| Fecha       | Local                   | Resultado | Visita                  |
| ----------- | ----------------------- | --------- | ----------------------- |
| 24 de abril | Estudiantil Porteño     | 2 - 1     | Maldonado               |
| 8 de mayo   | Estudiantil Porteño     | 6 - 0     | Maldonado II            |
| 8 de mayo   | Instituto Americano II  |           | Maldonado               |
| 22 de mayo  | Flores Ath.             | 2 - 4     | Argentino de Quilmes II |
| 25 de mayo  | Flores Ath.             | 1 - 0     | Instituto Americano II  |
| 2 de junio  | Flores Ath.             |           | Maldonado               |
| 5 de junio  | Flores Ath.             | 1 - 5     | Estudiantil Porteño     |
| 24 de junio | Estudiantil Porteño     | 2 - 1     | Instituto Americano II  |
|             | Argentino de Quilmes II |           | Estudiantil Porteño     |
|             | Instituto Americano     |           | Instituto Americano II  |
|             | Estudiantil Porteño     |           | Flores Ath.             |
|             | Estudiantil Porteño     |           | Argentino de Quilmes II |
|             | Instituto Americano II  |           | Instituto Americano     |
|             | Estudiantil Porteño     |           | Instituto Americano     |
|             | Argentino de Quilmes II |           | Flores Ath.             |
|             | Instituto Americano     |           | Estudiantil Porteño     |
|             | Argentino de Quilmes II |           | Instituto Americano     |
|             | Instituto Americano II  |           | Estudiantil Porteño     |
|             | Instituto Americano     | 1 - 0     | Argentino de Quilmes II |
|             | Maldonado               |           | Estudiantil Porteño     |
|             | Argentino de Quilmes II | 8 - 0     | Instituto Americano II  |
|             | Maldonado II            |           | Estudiantil Porteño     |
|             | Instituto Americano     |           | Maldonado               |
|             | Instituto Americano II  |           | Argentino de Quilmes II |
|             | Maldonado               |           | Instituto Americano     |
|             | Argentino de Quilmes II |           | Maldonado               |
|             | Maldonado               |           | Argentino de Quilmes II |
|             | Argentino de Quilmes II |           | Maldonado II            |
|             | Maldonado II            |           | Argentino de Quilmes II |
|             | Flores Ath.             |           | Instituto Americano     |
|             | Instituto Americano     |           | Maldonado II            |
|             | Instituto Americano     |           | Flores Ath.             |
|             | Flores Ath.             |           | Instituto Americano II  |
|             | Maldonado               |           | Flores Ath.             |
|             | Flores Ath.             |           | Maldonado II            |
|             | Maldonado II            |           | Flores Ath.             |
|             | Maldonado II            |           | Instituto Americano     |
|             | Maldonado               |           | Instituto Americano II  |
|             | Instituto Americano II  |           | Maldonado II            |
|             | Maldonado II            |           | Instituto Americano II  |

### Zona 2

#### Tabla de posiciones
| Pos | Equipo                         | Pts | PJ | G | E | P | GF | GC |
| --- | ------------------------------ | --- | -- | - | - | - | -- | -- |
| 1º  | Alumni III                     | 21  | 12 | 9 | 3 |   | 45 | 4  |
| 2º  | Belgrano de Ejercicios Físicos | 13  | 12 | 6 | 1 | 5 | 8  | 9  |
| 3º  | Estudiantes III                | ?   | 12 | 6 | 1 | 4 | 22 | 11 |
| 4º  | San Martin Ath. II             | ?   | 12 | 3 |   | 8 | 15 | 20 |
| 5º  | San Isidro II                  | 8   | 12 | 3 | 2 | 7 | 3  | 17 |
| 6º  | General Urquiza                | ?   | 12 | 3 | 2 | 5 | 5  | 18 |
| 7º  | Lomas Juniors                  | ?   | 12 | 2 |   | 8 | 4  | 20 |

|  | Clasificado a la fase final. |

#### Resultados
| Fecha        | Local                          | Resultado | Visita                         |
| ------------ | ------------------------------ | --------- | ------------------------------ |
| 8 de mayo    | Alumni III                     | 2 - 0     | General Urquiza                |
| 8 de mayo    | Estudiantes III                | 3 - 0     | San Isidro II                  |
| 22 de mayo   | Estudiantes III                | 3 - 1     | General Urquiza                |
| 29 de mayo   | General Urquiza                | 1 - 1     | San Isidro II                  |
| 2 de junio   | San Isidro II                  | 0 - 0     | Estudiantes III                |
| 19 de junio  | Lomas Juniors                  | 2 - 1     | Belgrano de Ejercicios Físicos |
| 24 de junio  | Alumni III                     | 2 - 0     | Estudiantes III                |
| 31 de julio  | San Martín Ath. II             | 0 - 7     | Alumni III                     |
| 17 de agosto | Alumni III                     | 7 - 1     | San Isidro II                  |
|              | Alumni III                     | 2 - 0     | Belgrano de Ejercicios Físicos |
|              | General Urquiza                | 0 - 6     | Estudiantes III                |
|              | Belgrano de Ejercicios Físicos | 0 - 0     | Alumni III                     |
|              | Belgrano de Ejercicios Físicos | 2 - 1     | Estudiantes III                |
|              | General Urquiza                |           | Lomas Juniors                  |
|              | Estudiantes III                | 2 - 2     | Alumni III                     |
|              | Estudiantes III                | 4 - 1     | Lomas Juniors                  |
|              | Estudiantes III                | 1 - 0     | Belgrano de Ejercicios Físicos |
|              | General Urquiza                |           | Alumni III                     |
|              | Belgrano de Ejercicios Físicos |           | General Urquiza                |
|              | Lomas Juniors                  |           | Estudiantes III                |
|              | Alumni III                     | 12 - 0    | Lomas Juniors                  |
|              | General Urquiza                |           | Belgrano de Ejercicios Físicos |
|              | Lomas Juniors                  | 0 - 1     | Alumni III                     |
|              | Belgrano de Ejercicios Físicos |           | Lomas Juniors                  |
|              | San Isidro II                  | 1 - 2     | Alumni III                     |
|              | Estudiantes III                |           | San Martín Ath. II             |
|              | San Isidro II                  |           | General Urquiza                |
|              | Belgrano de Ejercicios Físicos |           | San Isidro II                  |
|              | San Martín II                  | 0 - 7     | Alumni III                     |
|              | San Isidro II                  |           | Belgrano de Ejercicios Físicos |
|              | San Martín Ath. II             | 0 - 3     | General Urquiza                |
|              | Belgrano de Ejercicios Físicos | 4 - 0     | San Martín Ath. II             |
|              | San Martín Ath. II             |           | Belgrano de Ejercicios Físicos |
|              | San Martín Ath. II             | 3 - 2     | Estudiantes III                |
|              | Lomas Juniors                  |           | General Urquiza                |
|              | San Martín Ath. II             |           | General Urquiza                |

### Zona 3

#### Tabla de posiciones
| Pos | Equipo             | Pts | PJ | G  | E | P | GF | GC |
| --- | ------------------ | --- | -- | -- | - | - | -- | -- |
| 1º  | Estudiantes IV     | 20  | 12 | 10 |   | 2 | 31 | 3  |
| 2º  | Villa Ballester    | ?   | 12 | 7  |   | 3 | 5  | 8  |
| 3º  | Barracas III       | 14  | 12 | 7  |   | 5 | 13 | 10 |
| 4º  | Almagro Ath.       | ?   | 12 | 5  | 1 | 5 | 4  | 11 |
| 5º  | San Isidro III     | ?   | 12 | 4  |   | 7 | 3  | 14 |
| 6º  | Catedral del Norte | 7   | 12 | 3  | 1 | 8 | 12 | 13 |
| 7º  | Barracas IV        | 5   | 12 | 2  | 1 | 9 | 3  | 18 |

|  | Clasificado a la fase final. |

#### Resultados
| Fecha       | Local             | Resultado | Visita            |
| ----------- | ----------------- | --------- | ----------------- |
| 24 de abril | Villa Ballester   | 1 - 2     | Catedral al Norte |
| 15 de mayo  | Catedral al Norte | 1 - 1     | Almagro Ath.      |
| 25 de mayo  | Barracas III      | 3 - 2     | Barracas IV       |
| 29 de mayo  | Estudiantes IV    | 3 - 0     | Barracas III      |
| 29 de mayo  | Catedral al Norte | 6 - 0     | San Isidro III    |
| 2 de junio  | Estudiantes IV    | 3 - 0     | Catedral al Norte |
| 5 de junio  | Almagro Ath.      | 0 - 1     | San Isidro III    |
| 5 de junio  | Barracas III      | 2 - 1     | Catedral al Norte |
| 5 de junio  | Barracas IV       | 0 - 6     | Estudiantes IV    |
| 12 de junio | Barracas III      | 5 - 0     | Almagro Ath.      |
| 19 de junio | Barracas III      | 2 - 0     | San Isidro III    |
| 24 de junio | Estudiantes IV    | 4 - 1     | Villa Ballester   |
| 16 de julio | Barracas III      | 0 - 2     | Villa Ballester   |
| 16 de julio | Estudiantes IV    | 8 - 0     | Barracas IV       |
| 31 de julio | San Isidro III    | 2 - 1     | Barracas III      |
| 7 de agosto | Barracas IV       | 1 - 1     | Villa Ballester   |
|             | Almagro Ath.      |           | Barracas III      |
|             | Barracas IV       |           | Barracas III      |
|             | Barracas IV       |           | Catedral al Norte |
|             | Catedral al Norte | 1 - 4     | Estudiantes IV    |
|             | Almagro Ath.      |           | Barracas IV       |
|             | Catedral al Norte |           | Barracas IV       |
|             | San Isidro III    |           | Catedral al Norte |
|             | Barracas IV       |           | Almagro Ath.      |
|             | Catedral al Norte |           | Barracas III      |
|             | Barracas IV       | 5 - 0     | San Isidro III    |
|             | Catedral al Norte |           | Villa Ballester   |
|             | Almagro Ath.      | 2 - 1     | Catedral al Norte |
|             | San Isidro III    |           | Barracas IV       |
|             | Almagro Ath.      | 1 - 3     | Estudiantes IV    |
|             | Barracas III      |           | Estudiantes IV    |
|             | Villa Ballester   |           | Barracas IV       |
|             | Estudiantes IV    |           | Almagro Ath.      |
|             | Villa Ballester   |           | Barracas III      |
|             | Estudiantes IV    |           | San Martín III    |
|             | Almagro Ath.      |           | San Isidro III    |
|             | Villa Ballester   |           | Estudiantes IV    |
|             | Almagro Ath.      |           | Villa Ballester   |
|             | San Isidro III    |           | Estudiantes IV    |
|             | Villa Ballester   |           | Almagro Ath.      |

## Fase final

### Cuadro de desarrollo
|  | Cuartos de final    | Cuartos de final |                                |                | Semifinales | Semifinales    |   |  | Final | Final |  |
|  |                     |                  |                                |                |             |                |   |  |       |       |  |
|  |                     |                  |                                |                |             |                |   |  |       |       |  |
|  | Instituto Americano | 0                |                                |                |             |                |   |  |       |       |  |
|  | Instituto Americano | 0                |                                |                |             |                |   |  |       |       |  |
|  | Estudiantes IV      | 5                |                                |                |             |                |   |  |       |       |  |
|  | Estudiantes IV      | 5                |                                | Estudiantes IV | 3           |                |   |  |       |       |  |
|  |                     |                  |                                | Estudiantes IV | 3           |                |   |  |       |       |  |
|  |                     |                  | Belgrano de Ejercicios Físicos | 1              |             |                |   |  |       |       |  |
|  |                     |                  | Belgrano de Ejercicios Físicos | 1              |             |                |   |  |       |       |  |
|  |                     |                  |                                |                |             |                |   |  |       |       |  |
|  |                     |                  |                                |                |             |                |   |  |       |       |  |
|  |                     |                  |                                |                |             | Estudiantes IV | 4 |  |       |       |  |
|  |                     |                  |                                |                |             |                | 4 |  |       |       |  |
|  |                     |                  | Alumni III                     | 2              |             |                |   |  |       |       |  |
|  |                     |                  | Alumni III                     | 2              |             |                |   |  |       |       |  |
|  |                     |                  |                                |                |             |                |   |  |       |       |  |
|  |                     |                  |                                |                |             |                |   |  |       |       |  |
|  |                     | Maldonado        | 2                              |                |             |                |   |  |       |       |  |
|  |                     |                  | 2                              |                |             |                |   |  |       |       |  |
|  |                     |                  | Alumni III                     | 3              |             |                |   |  |       |       |  |
|  | Alumni III          | 1                | Alumni III                     | 3              |             |                |   |  |       |       |  |
|  | Alumni III          | 1                |                                |                |             |                |   |  |       |       |  |
|  | Villa Ballester     | 0                |                                |                |             |                |   |  |       |       |  |
|  | Villa Ballester     | 0                |                                |                |             |                |   |  |       |       |  |
|  |                     |                  |                                |                |             |                |   |  |       |       |  |

### Cuartos de final
| 4 de septiembre de 1904 | Instituto Americano | 0:5 | Estudiantes IV                                        | Estadio de Alvear y Oro, Buenos Aires |  |
|                         |                     |     | J. Barreiro 2 · M. Fascelli · A. Horquevié · J. Cazés |                                       |  |

| 18 de septiembre de 1904 | Alumni III | 1:0 | Villa Ballester | Estadio de Alvear y Oro, Buenos Aires |  |
|                          | J. Jordán  |     |                 |                                       |  |
| Partido anulado.         |            |     |                 |                                       |  |

| 25 de septiembre de 1904 | Alumni III  | 1:0 | Villa Ballester | Estadio de Alvear y Oro, Buenos Aires |  |
|                          | E. Campbell |     |                 |                                       |  |

### Semifinales
| 18 de septiembre de 1904 | Belgrano de Ejercicios Físicos | 1:3 | Estudiantes IV                    | ?, Lomas de Zamora |  |
|                          | J. Barelli                     |     | A. Ham · J. Barreiro · B. Schnack |                    |  |

| 2 de octubre de 1904 | Alumni III              | 3:2 | Maldonado             | ?, Buenos Aires |  |
|                      | F. Jordán · P. Khilberg |     | S. Profumo · F. Vidal |                 |  |

### Final
| 9 de octubre de 1904 | Alumni III      | 2:4 | Estudiantes IV                                        | ?, Buenos Aires |  |
|                      | W. A. Mackinlay |     | A. Fascelli · A. Hourquevié · T. González · B. Schnak |                 |  |